# ベネッセインフォシェル
株式会社ベネッセインフォシェルは、岡山県岡山市に本社を置く、ベネッセホールディングスの情報処理系子会社である。

## 概要
前身である株式会社シンフォームにおいてベネッセ個人情報流出事件が発生したため、セキュリティ企業のラックとの合弁会社として設立された。
2015年4月にシンフォームから事業譲渡され、情報処理系の業務を行う。社員の多くはシンフォームからの転籍で、事業所を引き続き使用する。
先端の IT 技術と、簡潔で明確なセキュリティレベル定義に基づき、物理的にも論理的にも安全が保障された環境下で、ベネッセグループの事業上重要なデータを、重要度に応じて適切に活用できる情報システムの運用・保守を行う。

## セキュリティへの取り組み
ベネッセインフォシェルは、2015年4月1日より、ベネッセグループの基幹情報システムの運用・保守業務を開始
システム制御などのソフト面、執務環境などのハード面、従業員への教育を通して、世界有数のセキュリティレベルを実現していくとともに、その維持・強化を行う。

### セキュリティゾーンの再定義
ベネッセグループ全体で、セキュリティゾーンの再定義を行った。（Zone.1～Zone.4)
ベネッセインフォシェル内も、この定義に基づき、区分に応じたセキュリティが施されている。

### セキュリティゾーンの定義
- Zone.1 - 従業員が、あらかじめ許可を得た外部の方と打ち合わせを行うことのできるゾーン
- Zone.2 - 許可された従業員のみ入室することのできる、一般執務ゾーン
- Zone.3 - 限られた従業員に入室が限定され、監視・記録を行う高セキュリティゾーン
- Zone.4 - 最高レベルの入退室管理と、厳重な監視・記録を行う、特別作業用のゾーン

## 沿革
- 2022年　(令和4年)　4月1日 - 株式会社ベネッセホールディングスの100%子会社となる。
- 2015年（平成27年）1月15日 - 設立。資本金10百万円。

## 本社・支社
2021年6月現在

*：ベネッセインフォシェル
| 事業所名  | 所在地                                 |
| --------- | -------------------------------------- |
| 本社*     | 岡山県岡山市北区高柳東町10-1           |
| 東京支社* | 東京都多摩市落合1丁目32-1 ペペリビル9F |